# Tudorel Toader
Tudorel Toader, né le 25 mars 1960, est un magistrat et homme politique roumain. Il est ministre de la Justice de 2017 à 2019.

## Biographie
Le 22 février 2018, Toader lance une procédure de destitution à l'encontre de Laura Codruța Kövesi, chef de la Direction nationale anticorruption, tandis que le président Klaus Iohannis, à qui il revient de mettre fin à ses fonctions s'il le souhaite, affirme qu'il s'est déclaré « à plusieurs reprises content de l’activité du DNA et de sa direction, un point de vue qu'il maintient ». Le 25 février, une manifestation est organisée pour la soutenir. Kövesi reçoit aussi le soutien du Conseil supérieur de la magistrature. Le 30 mai 2018, la Cour constitutionnelle ordonne au président de la destituer, estimant que le président ne possède pas de « pouvoir discrétionnaire ». L'opposition estime que la décision, prise par six juges sur neuf, « porte gravement atteinte à la crédibilité ». Menacé de destitution par le PSD, Klaus Iohannis destitue finalement Laura Codruța Kövesi le 9 juillet 2018. Le 9 septembre 2018, le ministre de la Justice nomme Adina Florea, procureure à la cour d'appel de Constanta, et réputée proche des sociaux-démocrates, pour lui succéder.